# Bernardo José Gandulla
Bernardo José Gandulla   (Buenos Aires, 1 de març de 1916 - Buenos Aires, 6 de juliol de 1999) fou un futbolista argentí de la dècada de 1940 i entrenador de futbol.
La pràctica totalitat de la seva carrera esportiva la passà entre els clubs Ferro Carril Oeste i Boca Juniors. També jugà breument al Vasco da Gama brasiler i a l'Atlanta.
Com a entrenador destacà dirigint a Defensores de Belgrano, club on l'any 1953 guanyà la Primera Divisió C. També fou entreador a Boca Juniors entre 1957 i 1958.
Va morir a Buenos Aires per problemes respiratoris.

## Palmarès

### Jugador
Boca Juniors
- Lliga argentina de futbol: 1940, 1943

### Entrenador
Defensores de Belgrano
- Primera C Metropolitana: 1953